# لی بالینجر
لی کارول بالینجر (انگلیسی: Lee Carroll Bollinger؛ زادهٔ ۳۰ آوریل ۱۹۴۶) یک حقوق‌دان آمریکایی است که از ۱ ژوئن ۲۰۰۲ تا ۳۰ ژوئن ۲۰۲۳ به عنوان نوزدهمین رئیس دانشگاه کلمبیا خدمت کرد. او در حال حاضر از اعضای هئیت علمی مدرسه حقوق کلمبیا است. وی پیشتر در فاصله سال‌های ۱۹۹۶ تا ۲۰۰۲ رئیس دانشگاه میشیگان بوده‌است. بالینجر از محققان حقوقی برجسته متمم اول و آزادی بیان است.